# Constantin Floros
Pour les articles homonymes, voir Floros.
Constantin Floros (en grec moderne : Κωνσταντίνος Φλωρος), né le 4 janvier 1930 à Thessalonique, est un musicologue gréco-allemand.

## Biographie
Il étudie le droit à l'université de Thessalonique entre 1947 et 1951, puis la composition avec Alfred Uhl et la direction avec Hans Swarowsky et Gottfried Kassowitz, à l'Académie de musique de Vienne. En même temps, il étudie la musicologie avec Eric Schenk à l'université de Vienne, ainsi que l'histoire de l'art (avec C. Swoboda), la philosophie et la psychologie. En 1955, il obtient son doctorat à Vienne avec une thèse sur Campioni (Antonio Campioni als Instrumentalkomponist). Il poursuit ses études de musicologie avec Husmann à l'université de Hambourg (1957-1960), où, en 1961, il obtient son habilitation à diriger des recherches en musicologie, avec un travail sur le kontakion byzantin. En 1967, il est  professeur surnuméraire, en 1972, professeur de musicologie et en 1995, professeur émérite à l'université de Hambourg. Il reçoit un doctorat honoris causa de l'université nationale et capodistrienne d'Athènes en 1999.
Il est coéditeur du Hamburger Jahrbuch fur Musikwissenschaft et en 1988, il fonde et devient le président de l'association Gustav Mahler (GM-Vereinigung) à Hambourg. En 1992, il est élu membre de l'Académie des sciences d'Erfurt et en 1999, membre honoraire de l'association Richard Wagner (RW-Verban) de Hambourg.
Les centres d'intérêt de Floros portent notamment sur l'origine du neume grégorien, les différents aspects de la musique byzantine, les connexions entre les cultures musicales d'Orient et d'Occident, la signification sémantique de la symphonie au 18e et du 19e siècle, la musique de la Seconde école de Vienne, etc.

## Ouvrages
- New Ears for New Music (trad. anglaise 2014) Peter Lang  (ISBN 3631633793)
- Gyoergy Ligeti: Beyond Avant-Garde and Postmodernism, Peter Lang,  (ISBN 3631654995)
- Alban Berg: Music as Autobiography, Peter Lang,  (ISBN 363164597X)
- L'homme, l'amour et la musique, éd. Archives contemporaines, 2017 (OCLC 987439594) lire en ligne
- Constantin Floros (trad. de l'allemand par Sylvain Fort, préf. Jean-Guihen Queyras), Alban Berg et Hanna Fuchs : suite lyrique pour deux amants [« Alban Berg und Hanna Fuchs. Die Geschichte einer Liebe in Briefen »], Arles, Actes Sud, 2014, 226 p. (ISBN 978-2-330-02687-5, OCLC 972832780, BNF 43759441)